# برادلي ر. ويلكوكس
برادلي ر. ويلكوكس (بالإنجليزية: Bradley R. Wilcox)‏ هو قسيس وكاتب وكاتب للأطفال أمريكي، ولد في 25 ديسمبر 1959.